# بخش کوشکنار
بخش کوشکنار، یکی از بخش‌های شهرستان پارسیان در استان هرمزگان ایران است. مرکز این بخش، شهر کوشکنار است.

## تقسیمات کشوری
- بخش کوشکنار
  - دهستان کوشکنار
  - دهستان بهدشت

شهر: کوشکنار

## جمعیت
بر پایه سرشماری عمومی نفوس و مسکن در سال ۱۳۹۵، جمعیت بخش کوشکنار برابر با ۱۲٬۵۶۶ نفر بوده است.